# Coupe UEFA 1995-1996
Navigation
Édition précédente Édition suivante
La Coupe UEFA 1995-1996 est la vingt-cinquième édition de la Coupe de l'UEFA, qui oppose les meilleurs clubs européens qualifiés grâce aux résultats de leur championnat national. Cette édition voit les Allemands du Bayern Munich s'imposer en finale contre l'équipe française des Girondins de Bordeaux. C'est la septième finale européenne pour le Bayern, leur cinquième trophée continental mais le premier en Coupe UEFA tandis que Bordeaux est seulement le deuxième club français à atteindre la finale de la compétition. Cette finale est exceptionnelle pour deux raisons : c'est la seule entre 1989 et 1999 à ne pas concerner d'équipe italienne et Bordeaux est la seule formation à avoir atteint la finale en ayant disputé la Coupe Intertoto.
Jürgen Klinsmann, l'attaquant du Bayern Munich, remporte le titre honorifique de meilleur buteur de la compétition avec un total record de quinze buts.
Pour la première fois, une équipe croate s'engage dans la compétition. De plus, la Yougoslavie aligne à nouveau son représentant après plusieurs années d'absence, en raison du conflit dans les Balkans.
En plus de ces modifications qui augmentent le nombre d'engagés, suivant le classement UEFA, les Pays-Bas, la Roumanie, la Hongrie et les îles Féroé perdent un club, au bénéfice d'Israël qui en gagne un. Le tenant du titre, Parme Calcio 1913, ne participe pas à la compétition car il est déjà engagé en Coupe des coupes, grâce à sa place de finaliste en Coupe d'Italie et au doublé Coupe-championnat réussi par la Juventus Turin.

## Participants
| Tour préliminaire | Tour préliminaire |
| --- | ----------------- |
| - Galatasaray SK - 3e du championnat de Turquie 1994-1995 - Fenerbahçe SK - 4e du championnat de Turquie 1994-1995 - SK Sturm Graz - Vice-champion d'Autriche 1994-1995 - FK Austria Vienne - 4e du championnat d'Autriche 1994-1995 - Étoile rouge de Belgrade - Champion de Yougoslavie 1994-1995 - Olympiakos Le Pirée - Vice-champion de Grèce 1994-1995 - Apollon Smyrnis - 4e du championnat de Grèce 1994-1995 - Brøndby IF - Vice-champion du Danemark 1994-1995 - Silkeborg IF - 3e du championnat du Danemark 1994-1995 - Örebro Sportklubb - Vice-champion de Suède 1994 - Malmö FF - 3e du championnat de Suède 1994 - Motherwell FC - Vice-champion d'Écosse 1994-1995 - Raith Rovers - Vainqueur de la Coupe de la Ligue 1994-1995 - FC Lugano - Vice-champion de Suisse 1994-1995 - Neuchâtel Xamax - 3e du championnat de Suisse 1994-1995 - Widzew Łódź - Vice-champion de Pologne 1994-1995 - Zagłębie Lubin - 4e du championnat de Pologne 1994-1995 - FC Universitatea Craiova - Vice-champion de Roumanie 1994-1995 - Dinamo Bucarest - 3e du championnat de Roumanie 1994-1995 - Lillestrøm SK - Vice-champion de Norvège 1994 - Hapoël Beer-Sheva - 3e du championnat d'Israël 1994-1995 - Hapoël Tel-Aviv - 4e du championnat d'Israël 1994-1995 - Újpest Football Club - Vice-champion de Hongrie 1994-1995 - NK Osijek - 3e du championnat de Croatie 1994-1995 - Omónia Nicosie - Vice-champion de Chypre 1994-1995 - Tchornomorets Odessa - Vice-champion d'Ukraine 1994-1995 - SK Dinamo Tbilissi - Champion de Géorgie 1994-1995 - FC Samtredia - Vice-champion de Géorgie 1994-1995 - ÍA Akranes - Champion d'Islande 1994 - FH Hafnarfjörður - Vice-champion d'Islande 1994 - Skonto Riga - Champion de Lettonie 1994 - FK Jelgava - Vice-champion de Lettonie 1994 - Tampereen Pallo-Veikot - Champion de Finlande 1994 - Myllykosken Pallo-47 - Vice-champion de Finlande 1994 - ŠK Slovan Bratislava - Champion de Slovaquie 1994-1995 - 1. FC Košice - Vice-champion de Slovaquie 1994-1995 - NK Olimpija Ljubljana - Champion de Slovénie 1994-1995 - NK Maribor - Vice-champion de Slovénie 1994-1995 - PFK Levski Sofia - Champion de Bulgarie 1994-1995 - PFK Botev Plovdiv - 3e du championnat de Bulgarie 1994-1995 - PFK Slavia Sofia - 4e du championnat de Bulgarie 1994-1995 - AC Sparta Prague - Champion de Tchéquie 1994-1995 - SK Slavia Prague - Vice-champion de Tchéquie 1994-1995 - Bangor City - Champion du pays de Galles 1994-1995 - Afan Lido FC - Vice-champion du pays de Galles 1994-1995 - Crusaders FC - Champion d'Irlande du Nord 1994-1995 - Glenavon FC - Vice-champion d'Irlande du Nord 1994-1995 - Dundalk FC - Champion d'Irlande 1994-1995 - Shelbourne FC - Vice-champion d'Irlande 1994-1995 - FK Dinamo Minsk - Champion de Biélorussie 1994-1995 - Hibernians FC - Champion de Malte 1994-1995 - Sliema Wanderers - Vice-champion de Malte 1994-1995 - KF Tirana - Champion d'Albanie 1994-1995 - FK Partizani Tirana - Vice-champion d'Albanie 1994-1995 - FK Inkaras Kaunas - Champion de Lituanie 1994-1995 - AS La Jeunesse d'Esch - Champion du Luxembourg 1994-1995 - GÍ Gøta - Champion des îles Féroé 1994 - Shirak FC Giumri - Champion d'Arménie 1994-1995 - FC Zimbru Chișinău - Champion de Moldavie 1994-1995 - FC Flora Tallinn - Champion d'Estonie 1994-1995 - FK Vardar Skopje - Champion de Macédoine 1994-1995 - FK Kapaz Gandja - Champion d'Azerbaïdjan 1994-1995 - Viking FK - Qualifié au titre du Fair-Play UEFA - Avenir Beggen - Qualifié au titre du Fair-Play UEFA |                   |
| Trente-deuxièmes de finale |                   |
| - SS Lazio - Vice-champion d'Italie 1994-1995 - Milan AC - 4e du championnat d'Italie 1994-1995 - AS Rome - 5e du championnat d'Italie 1994-1995 - Inter Milan - 6e du championnat d'Italie 1994-1995 - Olympique lyonnais - Vice-champion de France 1994-1995 - AJ Auxerre - 4e du championnat de France 1994-1995 - RC Lens - 5e du championnat de France 1994-1995 - AS Monaco - 6e du championnat de France 1994-1995 - Werder Brême - Vice-champion d'Allemagne 1994-1995 - SC Fribourg - 3e du championnat d'Allemagne 1994-1995 - 1. FC Kaiserslautern - 4e du championnat d'Allemagne 1994-1995 - Bayern Munich - 6e du championnat d'Allemagne 1994-1995 - Standard de Liège - Vice-champion de Belgique 1994-1995 - SC Eendracht Alost - 4e du championnat de Belgique 1994-1995 - K Lierse SK - 5e du championnat de Belgique 1994-1995 - Betis Séville - 3e du championnat d'Espagne 1994-1995 - FC Barcelone - 4e du championnat d'Espagne 1994-1995 - Seville FC - 5e du championnat d'Espagne 1994-1995 - Benfica Lisbonne - 3e du championnat du Portugal 1994-1995 - Vitoria Guimaraes - 4e du championnat du Portugal 1994-1995 - SC Farence - 5e du championnat du Portugal 1994-1995 - FK Lokomotiv Moscou - 3e du championnat de Russie 1994 - FK Rotor Volgograd - 4e du championnat du Russie 1994 - FK Spartak Vladikavkaz - 5e du championnat du Russie 1994 - Manchester United - Vice-champion d'Angleterre 1994-1995 - Nottingham Forest - 3e du championnat d'Angleterre 1994-1995 - Liverpool FC - Vainqueur de la Coupe de la Ligue anglaise de football 1995 - SV Roda JC Kerkrade - Vice-champion des Pays-Bas 1994-1995 - PSV Eindhoven - 3e du championnat des Pays-Bas 1994-1995 - Girondins de Bordeaux - Vainqueur de la Coupe Intertoto 1995 - RC Strasbourg - Vainqueur de la Coupe Intertoto 1995 - Leeds United - Qualifié au titre du Fair-Play UEFA |                   |

## Tour préliminaire
| Équipe 1                 | Résultat       | Équipe 2              | Aller | Retour   |
| ------------------------ | -------------- | --------------------- | ----- | -------- |
| Omónia Nicosie           | 5 - 1          | Sliema Wanderers FC   | 3 - 0 | 2 - 1    |
| AC Sparta Prague         | 4 - 2          | Galatasaray SK        | 3 - 1 | 1 - 1    |
| Afan Lido FC             | 1 - 2          | FK Jelgava            | 1 - 2 | 0 - 0    |
| Apollon Smyrnis          | 2 - 3          | NK Olimpija Ljubljana | 1 - 0 | 1 - 3    |
| Bangor City FC           | 0 - 5          | Widzew Łódź           | 0 - 4 | 0 - 1    |
| Brøndby IF               | 6 - 0          | FK Inkaras Kaunas     | 3 - 0 | 3 - 0    |
| Crusaders FC             | 1 - 6          | Silkeborg IF          | 1 - 2 | 0 - 4    |
| Dinamo Bucarest          | 1 - 2          | PFK Levski Sofia      | 0 - 1 | 1 - 1 ap |
| Dundalk FC               | 0 - 4          | Malmö FF              | 0 - 2 | 0 - 2    |
| AS La Jeunesse d'Esch    | 0 - 4          | FC Lugano             | 0 - 0 | 0 - 4    |
| 1. FC Košice             | 1 - 3          | Újpest Football Club  | 0 - 1 | 1 - 2    |
| Universitatea Craiova    | 0 - 0 (1-3tab) | FK Dinamo Minsk       | 0 - 0 | 0 - 0    |
| Fenerbahçe SK            | 6 - 0          | FK Partizani Tirana   | 2 - 0 | 4 - 0    |
| FK Vardar Skopje         | 3 - 0          | FC Samtredia          | 1 - 0 | 2 - 0    |
| Glenavon Football Club   | 1 - 0          | FH Hafnarfjörður      | 0 - 0 | 1 - 0    |
| Hibernians               | 2 - 7          | Tchornomorets Odessa  | 2 - 5 | 0 - 2    |
| FK Kapaz Gandja          | 1 - 9          | FK Austria Vienne     | 0 - 4 | 1 - 5    |
| Lillestrøm SK            | 4 - 1          | FC Flora Tallinn      | 4 - 0 | 0 - 1    |
| Motherwell FC            | 3 - 3e         | Myllykosken Pallo-47  | 1 - 3 | 2 - 0    |
| Örebro Sportklubb        | 0 - 3          | FC Avenir Beggen      | 0 - 0 | 0 - 3    |
| PFK Botev Plovdiv        | 2 - 0          | SK Dinamo Tbilissi    | 1 - 0 | 1 - 0    |
| PFK Slavia Sofia         | 0 - 3          | Olympiakos Le Pirée   | 0 - 2 | 0 - 1    |
| Raith Rovers FC          | 6 - 2          | GÍ Gøta               | 4 - 0 | 2 - 2    |
| Étoile rouge de Belgrade | 0 - 1          | Neuchâtel Xamax       | 0 - 1 | 0 - 0    |
| Shelbourne FC            | 0 - 6          | ÍA Akranes            | 0 - 3 | 0 - 3    |
| ŠK Slovan Bratislava     | 6 - 0          | NK Osijek             | 4 - 0 | 2 - 0    |
| SK Sturm Graz            | 1 - 2          | SK Slavia Prague      | 0 - 1 | 1 - 1    |
| KF Tirana                | 0 - 3          | Hapoël Beer-Sheva     | 0 - 1 | 0 - 2    |
| Skonto Riga              | 1 - 2          | NK Maribor            | 1 - 0 | 0 - 2    |
| Tampereen Pallo-Veikot   | 1 - 7          | Viking FK             | 0 - 4 | 1 - 3    |
| Zagłębie Lubin           | 1 - 0          | Shirak FC Giumri      | 0 - 0 | 1 - 0    |
| FC Zimbru Chișinău       | 2 - 0          | Hapoël Tel-Aviv       | 2 - 0 | 0 - 0    |

## Trente-deuxièmes de finale
| Équipe 1               | Résultat       | Équipe 2              | Aller | Retour |
| ---------------------- | -------------- | --------------------- | ----- | ------ |
| FC Lugano              | 2 - 1          | Inter Milan           | 1 - 1 | 1 - 0  |
| Milan AC               | 8 - 1          | Zagłębie Lubin        | 4 - 0 | 4 - 1  |
| AC Sparta Prague       | 2e - 2         | Silkeborg IF          | 0 - 1 | 2 - 1  |
| AS Monaco              | 1 - 3          | Leeds United          | 0 - 3 | 1 - 0  |
| Bayern Munich          | 5 - 1          | Lokomotiv Moscou      | 0 - 1 | 5 - 0  |
| Brøndby IF             | 3 - 0          | Lillestrøm SK         | 3 - 0 | 0 - 0  |
| Tchornomorets Odessa   | 1 - 1 (6-5tab) | Widzew Łódź           | 1 - 0 | 0 - 1  |
| FK Spartak Vladikavkaz | 1 - 2          | Liverpool FC          | 1 - 2 | 0 - 0  |
| Fenerbahçe SK          | 1 - 4          | Betis Séville         | 1 - 2 | 0 - 2  |
| FK Austria Vienne      | 1 - 3          | FK Dinamo Minsk       | 1 - 2 | 0 - 1  |
| FK Vardar Skopje       | 1 - 3          | Girondins de Bordeaux | 0 - 2 | 1 - 1  |
| Glenavon FC            | 0 - 7          | Werder Brême          | 0 - 2 | 0 - 5  |
| Hapoël Beer-Sheva      | 0 - 12         | FC Barcelone          | 0 - 7 | 0 - 5  |
| K Lierse SK            | 2 - 5          | Benfica Lisbonne      | 1 - 3 | 1 - 2  |
| Malmö FF               | 2 - 2e         | Nottingham Forest     | 2 - 1 | 0 - 1  |
| Myllykosken Pallo-47   | 2 - 8          | PSV Eindhoven         | 1 - 1 | 1 - 7  |
| Neuchâtel Xamax        | 1 - 5          | AS Rome               | 1 - 1 | 0 - 4  |
| Olympiakos Le Pirée    | 5 - 1          | NK Maribor            | 2 - 0 | 3 - 1  |
| Levski Sofia           | 1 - 3          | SC Eendracht Alost    | 1 - 2 | 0 - 1  |
| Raith Rovers           | 3 - 2          | ÍA Akranes            | 3 - 1 | 0 - 1  |
| RC Lens                | 13 - 0         | Avenir Beggen         | 6 - 0 | 7 - 0  |
| RC Strasbourg          | 5 - 0          | Újpest FC             | 3 - 0 | 2 - 0  |
| SV Roda JC Kerkrade    | 5 - 2          | NK Olimpija Ljubljana | 5 - 0 | 0 - 2  |
| SC Farense             | 0 - 2          | Olympique lyonnais    | 0 - 1 | 0 - 1  |
| SC Fribourg            | 1 - 2          | Slavia Prague         | 1 - 2 | 0 - 0  |
| FK Rotor Volgograd     | 2e - 2         | Manchester United     | 0 - 0 | 2 - 2  |
| FC Séville             | 3 - 1          | PFK Botev Plovdiv     | 2 - 0 | 1 - 1  |
| ŠK Slovan Bratislava   | 2 - 4          | 1. FC Kaiserslautern  | 2 - 1 | 0 - 3  |
| Lazio Rome             | 7 - 1          | Omónia Nicosie        | 5 - 0 | 2 - 1  |
| Viking FK              | 1 - 2          | AJ Auxerre            | 1 - 1 | 0 - 1  |
| Vitória SC             | 3 - 1          | Standard de Liège     | 3 - 1 | 0 - 0  |
| FC Zimbru Chișinău     | 3 - 1          | FK Jelgava            | 1 - 0 | 2 - 1  |

## Seizièmes de finale
| Équipe 1              | Résultat | Équipe 2            | Aller | Retour   |
| --------------------- | -------- | ------------------- | ----- | -------- |
| 1. FC Kaiserslautern  | 1 - 4    | Real Betis Balompié | 1 - 3 | 0 - 1    |
| FC Lugano             | 1 - 3    | SK Slavia Prague    | 1 - 2 | 0 - 1    |
| AC Sparta Prague      | 6 - 3    | FC Zimbru Chișinău  | 4 - 3 | 2 - 0    |
| AJ Auxerre            | 0 - 1    | Nottingham Forest   | 0 - 1 | 0 - 0    |
| AS Rome               | 4 - 0    | SC Eendracht Alost  | 4 - 0 | 0 - 0    |
| Brøndby IF            | 1 - 0    | Liverpool FC        | 0 - 0 | 1 - 0    |
| FC Barcelone          | 7 - 0    | Vitória SC          | 3 - 0 | 4 - 0    |
| Tchornomorets Odessa  | 0 - 4    | RC Lens             | 0 - 0 | 0 - 4    |
| Girondins de Bordeaux | 3 - 1    | FK Rotor Volgograd  | 2 - 1 | 1 - 0    |
| Leeds United          | 3 - 8    | PSV Eindhoven       | 3 - 5 | 0 - 3    |
| Olympique lyonnais    | 4 - 1    | Lazio Rome          | 2 - 1 | 2 - 0    |
| Raith Rovers FC       | 1 - 4    | Bayern Munich       | 0 - 2 | 1 - 2    |
| RC Strasbourg         | 1 - 3    | Milan AC            | 0 - 1 | 1 - 2    |
| FC Séville            | 2e - 2   | Olympiakos          | 1 - 0 | 1 - 2 ap |
| Benfica Lisbonne      | 3 - 2    | SV Roda JC Kerkrade | 1 - 0 | 2 - 2    |
| Werder Brême          | 6 - 2    | FK Dinamo Minsk     | 5 - 0 | 1 - 2    |

## Huitièmes de finale
| Équipe 1              | Résultat | Équipe 2           | Aller | Retour   |
| --------------------- | -------- | ------------------ | ----- | -------- |
| Milan AC              | 2 - 0    | AC Sparta Prague   | 2 - 0 | 0 - 0    |
| Bayern Munich         | 7 - 2    | Benfica Lisbonne   | 4 - 1 | 3 - 1    |
| Brøndby IF            | 3 - 4    | AS Rome            | 2 - 1 | 1 - 3    |
| Girondins de Bordeaux | 3 - 2    | Betis Séville      | 2 - 0 | 1 - 2    |
| Nottingham Forest     | 1 - 0    | Olympique lyonnais | 1 - 0 | 0 - 0    |
| PSV Eindhoven         | 2 - 1    | Werder Brême       | 2 - 1 | 0 - 0    |
| FC Séville            | 2 - 4    | FC Barcelone       | 1 - 1 | 1 - 3    |
| SK Slavia Prague      | 1 - 0    | RC Lens            | 0 - 0 | 1 - 0 ap |

## Quarts de finale
| Équipe 1         | Résultat | Équipe 2              | Aller | Retour   |
| ---------------- | -------- | --------------------- | ----- | -------- |
| Milan AC         | 2 - 3    | Girondins de Bordeaux | 2 - 0 | 0 - 3    |
| Bayern Munich    | 7 - 2    | Nottingham Forest     | 2 - 1 | 5 - 1    |
| FC Barcelone     | 5 - 4    | PSV Eindhoven         | 2 - 2 | 3 - 2    |
| SK Slavia Prague | 3e - 3   | AS Rome               | 2 - 0 | 1 - 3 ap |

## Demi-finales
| Équipe 1         | Résultat | Équipe 2              | Aller | Retour |
| ---------------- | -------- | --------------------- | ----- | ------ |
| Bayern Munich    | 4 - 3    | FC Barcelone          | 2 - 2 | 2 - 1  |
| SK Slavia Prague | 0 - 2    | Girondins de Bordeaux | 0 - 1 | 0 - 1  |

## Finale
| Équipe 1      | Résultat | Équipe 2              | Aller | Retour |
| ------------- | -------- | --------------------- | ----- | ------ |
| Bayern Munich | 5 - 1    | Girondins de Bordeaux | 2 - 0 | 3 - 1  |